# Колмаков, Алексей Васильевич
Алексей Васильевич Колмаков (?—1804) — русский литератор, переводчик.

## Биография
Известно, что он был выходцем с Украины.
Учился в духовной семинарии и в 1776 году вместе с другими специально отобранными студентами-семинаристами был направлен в Великобританию для изучения агрономии. Овладел английским языком настолько, что смог в последующем проявить себя как серьёзный переводчик.
В 1784 году вернулся в Россию и начал службу переводчиком в Адмиралтейств-коллегии.

## Интеллектуальное наследие
Автор ряда сочинений и переводов, в том числе:
- стихотворений «Ода на торжество мира со шведами» (1790), «Ода на новый 1791 год» (1791), «Ода на заключение мира с турками» (1791), вошедших в сборник «Стихотворения Алексея Колмакова» (1791);
- технического пособия «Карманная книжка для вычисления количества воды, вытекающей через трубы» (1791);
- перевода Корана под названием «Ал Коран Магометов» в 2-х частях (1792) [2];
- перевода «Стерново путешествие по Франции и Италии под именем Йорика…» в 3-х частях (1793).